# المسابقة الهاشمية لحفظ القرآن
المسابقة الهاشمية لحفظ القرآن الكريم وتلاوته أو المسابقة القرآنية الوطنية هي مسابقة تُقام سنويًا في الأردن برعاية ملك المملكة الأردنية ووزارة الأوقاف والشؤون والمقدسات الإسلامية. تضمن المسابقة عدة مراحل، وتهدف إلى تعزيز حفظ القرآن والقراءة فيه والاهتمام به. بدأت المسابقة عام 1993، وقام الملك الحسين بن طلال بدعمها منذ نشأتها، وكما يدعمها الآن الملك عبد الله الثاني. وتقسم المسابقة إلى مسابقة الذكور ومسابقة الإناث. كما تقسم إلى وطنية ودولية. تُعتبر المسابقة تجسيدًا لدور العائلة الهاشمية في العناية بالقرآن حفظًا وفهمًا. وفقا لوزير الأوقاف والشؤون والمقدسات الإسلامية الدكتور محمد الخلايلة، وإنّ المسابقة خرّجت الكثير من الحفاظ والحافظات للقرآن الكريم، إذ شارك فيها نحو 33 ألف متسابق منذ إطلاقها عام 1993.

## تاريخ المسابقة
كانت بداية المسابقة في عام 1993، تحت رعاية الملك الحسين ووزارة الأوقاف والشؤون والمقدسات الإسلامية. وبدأت المسابقة محليًا لاختيار المتسابقين القادرين على المنافسة دوليًا. وفي المسابقة الأولى عام 1993 كان عدد المشاركين 450 مشاركًا من جميع الأجيال. وقررت الوزارة عقد المسابقة سنويًا، محليًا ودوليًا، ومنذ عام 2006 بدأت أيضًا مسابقة الإناث. وتُعتبر أقدم مسابقة خاصة بالإناث على المستوى العربي، حيث يشارك فيها حوالي 40 دولة عربية. وقد خصصت لكلا المسابقتين جوائز متميزة بقيمة آلاف الدنانير للفائزين.  

## معلومات عن المسابقة

### الفروع
تُعقد النسخة الوطنية للمسابقة ضمن فروع مختلفة، منها حفظ القرآن الكريم كاملًا، حفظ 25 جزءًا متتاليًا مع التجويد، حفظ 15 جزءًا متتاليًا مع التجويد، حفظ 5 أجزاء مع التجويد وغيرها. لكن المسابقة الدولية وهي تُعقد بفرع واحد فقط لحفظ القرآن الكريم كاملًا.

### الإرشادات العامة
هذه المسابقة العديد من الإرشادات والتعليمات الاتي تظعر بشكل كامل على الموقع الرسكي للوزارة. ومن أبرز إرشادات المسابقة الدولية:
- ينعقد اختبار مبدئي لتحديد مستوى المشاركين.
- توضع الأسئلة في مغلفات مغلقة لدى أمين سر اللجنة.
- توجه لكل متسابق 5 أسئلة، ويضمن كل سؤال صفحة كاملة من القرآن.
- إذا أخطأ المتاسبق في الحفظ ونبه أو فتح عليه، فعليه أن يراعي أحكام التجويد.
- عدد الفائزين في المسابقة خمسة فقط.
- يجب أن لا تقل الدرجات المستحقة للتنافس على المراكز الخمسة الاولى الفائزة عن %85.[5]حفظ القرآن

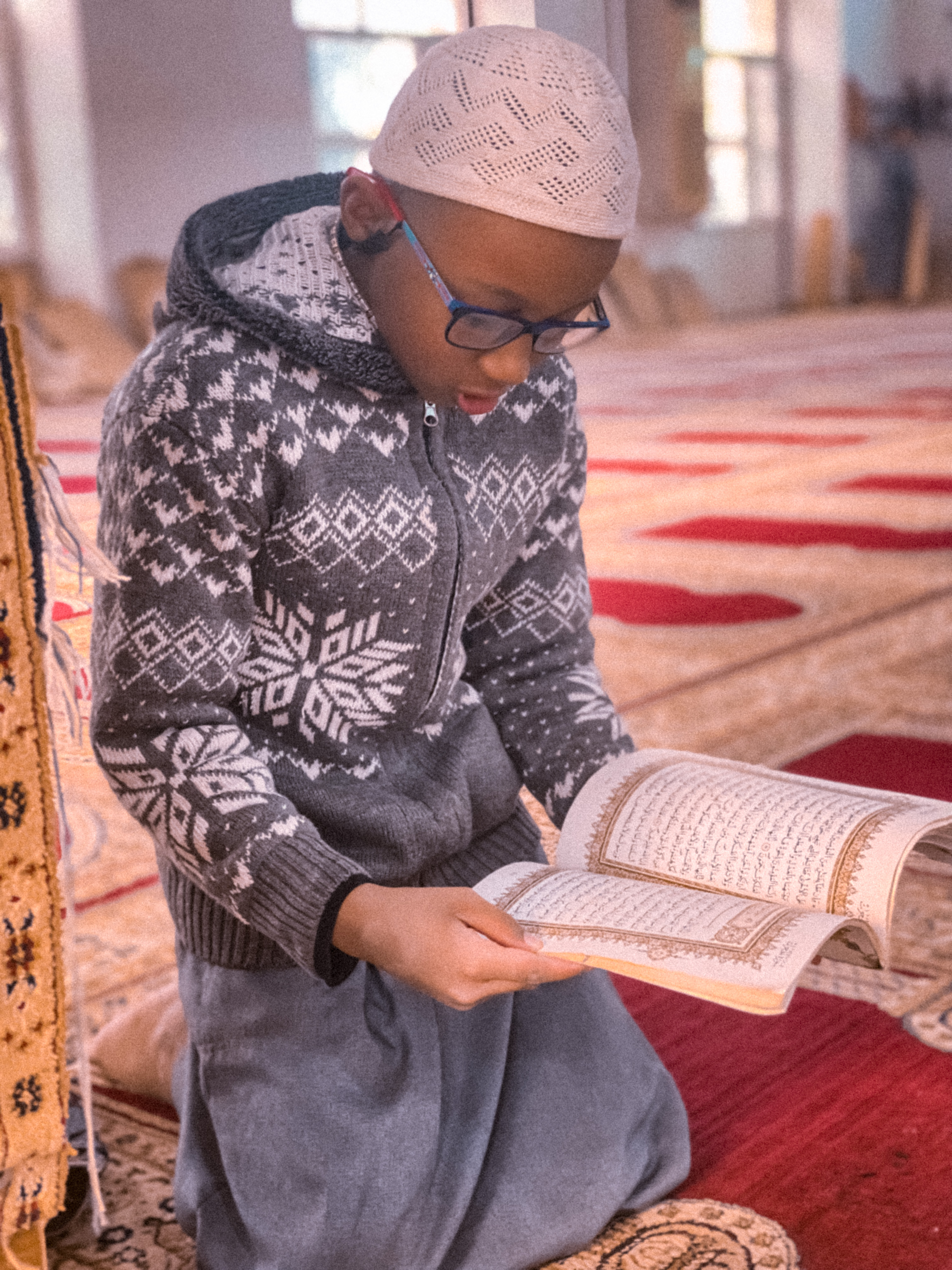
حفظ القرآن

### أقسام المسابقة
تنقسم المسابقة إلى أربع مسابقات مختلفة، وهي المسابقة الوطنية للذكور، المسابقة الوطنية للإناث، المسابقة الدولية للذكور والمسابقة الدولية للإناث.

## أنظر أيضًا
مسابقة الملك عبد العزيز الدولية لحفظ القرآن الكريم
حفظ القرآن
وزارة الأوقاف والشؤون والمقدسات الإسلامية

## روابط خارجية
- المسابقة القرآنية الدولية - وزارة الأوقاف والشؤون والمقدسات الإسلامية